# Коломенский посёлок
Коломенский посёлок (иногда также Посёлок ЗИЛ) — построенный в 1930—40-е годы жилой массив для рабочих завода ЗиС, получил название по ближайшей платформе «Коломенское». В 1957 году посёлок вместе с подмосковным селом Волхонка вошёл в территорию района Волхонка-ЗИЛ. Большая часть зданий бывшего посёлка была снесена в 1970-е годы при возведении типового жилья.

## История
В 1929 году было принято решение увеличить производительность ЗиЛа (в то время — ЗиСа) с 500 до 25 000 машин в год. Соответственно, увеличилось и количество работников, которым нужно было дать жильё. В том числе их поселили на территории деревни Волхонка, где был образован заводский Коломенский посёлок (по названию ближайшей платформы «Коломенское»).

### Начало строительства
Первые деревянные бараки для рабочих завода с коридорной системой были наскоро построены в 1932 году. Сейчас это улицы Азовская и Одесская. Начиная с 1934 года здесь начали строить по проектам архитектурных мастерских Наркомтяжпром благоустроенные двухэтажные каркасные деревянные дома - от 4-х до 8-ми квартир. Постепенно был налажен транспорт. В 1937 году по Центральной улице (ныне Симферопольский бульвар) провели трамвайную линию в центр Москвы. Появились магазины и бани. Также перед войной возвели две школы и несколько детских садов (сохранились).

### Филиал ДК ЗИЛ
В 1938 году началось возведение кинотеатра-клуба (в дальнейшем: Филиал ДК ЗиЛ). Консультантом строительства выступил архитектор Борис Иофан, а сам проект разработал Виктор Калмыков. В отличие от большинства аналогичных зданий, открытый в 1940 году кинотеатр не был перестроен в послевоенные годы и представляет собой редкий пример позднего постконструктивизма. Строгие формы фасада сочетались с обширным остеклением, сквозь которое в помещение проникало естественное освещение. Входной портал, декорированый картушем с керамической плиткой, где вывешивали афиши, соответствовал общему замыслу. Интерьеры здания были выполнены в более интернациональном стиле ар-деко. Проектом было предусмотрено, что зал кинотеатра будет также служить местом проведения концертов и театральных представлений, а другие помещения — классами для размещения различных кружков самодеятельности. Кроме того, в клубе располагалась  библиотека. В 1970-е годы здание подверглось некоторой переделке: изменена форма окон, к порталу был пристроен предбанник и др. Основные изменения коснулись интерьеров: в 2000-е годы дом культуры утратил всё отделку помещений (сейчас там находится магазин «Дикси»).

### Послевоенный период
После войны проект новой застройки посёлка разработали архитекторы мастерской им. В. А. Веснина С. А. Маслих, М. Н. Слотинцева и О. А. Яфа. Ими, среди прочего, был построен «образцовый квартал», который составляли двухэтажные дома, вмещающие 6 или 8 коммунальных квартир, оборудованных санузлом (снесён в 1970-е). Тогда же был высажен сад. В 1948 году в посёлок подвели газ. Выделяется своей архитектурой застройка около станции Коломенское: в частности обращает на себя внимание ансамбль из трёх оштукатуренных кирпичных корпусов, построенных по индивидуальному проекту архитектора А. Д. Суриса в 1949 году. В 1951 году появилась Болотниковская улица (по имени предводителя местного восстания), Центральную же переименовали в Котловскую (по названию исторической местности).

## Труд заключенных на стройке
Главная стройка заключенных лагеря ЗИС с 1948 года была в заводском Коломенском поселке. К 1949 году заключенные лагеря ЗИС работали только на стройках, что констатировал начальник лагеря в докладе 22 февраля: «Участки 1, 2, 3... не имеем возможности использовать на других участках, кроме как строительства домов». Последний протокол ячейки ОЛП-12 датирован 28 ноября 1950 года. На этом собрании «в связи с разделением партийной организации на 2» выбирали новое бюро. Но как долго и где собиралось новое бюро, неизвестно. В 1947 году еще один лагерь ЗИСа находился в Дзержинском на песчаном карьере.

## Дальнейшая судьба
В 1957 году посёлок и деревню окончательно объединили, и этот район, превратившийся в большую стройку, стал называться Волхонка-ЗИЛ.

### Современность и будущее
Многие строения бывшего посёлка были уничтожены в 1970-е годы при строительстве многоэтажного типового жилья, однако часть из них сохранилась до наших дней. Некоторые дома вошли в программу реновации в 2017 году и попадают под снос: в том числе это касается трёх уникальных корпусов архитектора А. Д. Суриса (Варшавское шоссе, дом 85, корпуса 2, 3 и 4) и экспериментального блочного здания школы № 666 (1939—1940 гг.).